# 파사로비츠 조약
파사로비츠 조약은 1718년 7월 21일 합스부르크 군주국의 파사로비츠(Passarowitz, 현재의 세르비아 포자레바츠)에서 체결된 평화 조약이다.
오스만 제국은 1714년부터 1718년까지 그리스, 크레타에서 일어난 베네치아 공화국과의 전쟁에서 승리했지만 1716년에 일어난 제6차 오스트리아-튀르크 전쟁의 페트로바라딘 전투에서는 사부아 공자 외젠이 이끄는 오스트리아 군대에게 패배했다.
오스만 제국은 잉글랜드 왕국, 네덜란드 공화국에 중재를 의뢰하여 평화 협상에 나섰다. 1718년 1월 26일 오스만 제국은 파사로비츠에서 신성 로마 제국, 베네치아 공화국과의 평화 조약을 체결했다.

## 조약의 주요 내용
- 오스만 제국은 바나트, 시르미아 남동부(정확히는 베오그라드에서 크루셰바츠 남부까지를 가리킴), 보스니아 북부, 왈라키아 서부를 오스트리아에 할양한다.
- 베네치아 공화국은 카를로비츠 조약에서 획득했던 펠로폰네소스반도를 포기한다. 대신 이오니아 제도는 베네치아 공화국의 영토로 남는다.

## 같이 보기
- 베네치아 공화국의 역사